# Flying Lotus
Steven Ellison (Los Angeles, 7. listopada 1983.), poznatiji po svom pseudonimu Flying Lotus ili FlyLo je američki elektronički glazbenik.  
Flying Lotus je objavio 6 studijskih albuma: 1983 (2006.), Los Angeles (2008.), Cosmogramma (2010.), Until the Quiet Comes (2012.), You're Dead! (2014.) i Flamagra (2019.). Napravio je dosta glazbe za Adult Swim.